# Оперативно-тактичне угруповання «Старобільськ»
Оперативно-тактичне угруповання «Старобільськ» (ОТУ «Старобільськ») — тимчасове об'єднання, створене у Силах оборони України. Входить до складу оперативно-стратегічного угруповання військ «Хортиця».

## Історія
Створене 20 лютого 2024 року в результаті реорганізації ОТУ «Лиман».

## Командування
- з 2024: бригадний генерал Перець Сергій Степанович[1]

## Структура
Командування ОТУ «Старобільськ» сформоване на основі командування 10-го армійського корпусу.
- ТГр «Кремінна»[2]
- ТГр «Куп'янськ»[3]